# Golfinho-de-óculos
A toninha-de-óculos (Phocoena dioptrica), também podendo ser chamado de boto-de-óculos e golfinho-de-óculos, é um cetáceo da família Phocoenidae encontrado nas águas subantárticas.